# マリア・ペトロバ
マリア・ペトロバ（英語:Maria petrova、1975年11月13日 - ）は、ブルガリアのプロヴディフ出身の元新体操選手。

## 人物
1993年から1995年にかけての世界新体操選手権において史上2人目の個人総合3連覇を達成。欧州選手権においても1992年と1994年の2連覇を達成している。ペトロバの活躍によって、新体操王国・ブルガリアが1988年のソウルオリンピック以降続いたソ連（ロシア・ウクライナ）勢による王座を奪回することに成功した。
ブルガリア悲願の金メダルが期待された1996年のアトランタオリンピックでは、採点方法の変更・ルール改正の影響とボールのミスが響き、個人総合5位に終わった。
オリンピック後、現役を引退した。現在でもその優雅な演技にファンは多い。ブルガリアでは、ペトロバの名前「マリア」を冠した化粧品ブランドがある。
1998年、サッカーブルガリア代表の正ゴールキーパーを務めたこともあるボリスラフ・ミハイロフと結婚している。ペトロバの義理の息子であるニコライ・ミハイロフも、プロサッカー選手として活躍している。

## 略歴
- 1992年、欧州選手権大会（個人総合1位）
- 1992年、バルセロナオリンピック（個人総合6位）
- 1992年、世界選手権大会（個人総合2位）
- 1993年、世界選手権大会（個人総合1位、種目別:フープ・ボール・リボン1位）
- 1992年、欧州選手権大会（個人総合1位、種目別:フープ2位、ボール3位）
- 1994年、世界選手権大会（個人総合1位、種目別:フープ1位、クラブ・リボン2位、ボール3位）
- 1995年、世界選手権大会（個人総合1位、種目別:ロープ1位）
- 1996年、アトランタオリンピック（個人総合5位）